# حياة سيباستيان نايت الحقيقية
حياة سباستيان نايت الحقيقية هي أول رواية لفلاديمير نابوكوف مكتوبة باللغة الإنجليزية، كتبها بين أواخر عام 1938 وأوائل عام 1939 في باريس ونُشرت لأول مرة في عام 1941. يتمحور العمل حول اللغة وعجزها عن إيصال أي تعريف مرضٍ، وقد عُرّف على أنه عمل رائد وسبّاق في مجال روايات ما بعد الحداثة.

## بداية جديدة
كتب نابوكوف أول عمل رئيسي له باللغة الإنجليزية في باريس، على عجل، وهو جالس في الحمام واضعًا حقيبته على المقعد ليكتب عليها. كتب قبل هذه الرواية تسع روايات باللغة الروسية، تحت اسم مستعار «في سيرين»، وشارك فيهم الانهماك بمشاكل الحياة في المنفى والتأقلم معه. كانت هذه أول رواية لنابوكوف باسمه الحقيقي، ونشرتها دار نشر «نيو دايركشنز» (الاتجاهات الجديدة) عام 1941، وبيعت ببطء. بعد نجاح لوليتا، أُعيد نشرها في عام 1959، ولاقت هذه المرة إشادة واسعة من النقاد.

## ملخص الحبكة
ينهمك راوي القصة المدعو «في» في تأليف أول عمل أدبي له، وهو سيرة حياة أخيه غير الشقيق، الروائي الإنجليزي روسي المولد سيباستيان نايت (1936-1899).
خلال مسعاه، يتعقب «في» معاصري سيباستيان في كامبريدج ويجري مقابلات مع أصدقائه ومعارفه الآخرين. أثناء عمله يستعرض «في» أيضًا كتب سيباستيان ويحاول دحض الأفكار المضللة لكتاب بعنوان مأساة سيباستيان نايت، وهو سيرة حياة كتبها السيد غودمان المساعد السابق لنايت، والتي يزعم فيها غودمان أن نايت كان إنسانًا متحفظًا ومنقطعًا عن الحياة الحقيقية.
يخلص «في» إلى أنه بعد علاقة رومانسية طويلة الأمد مع كلير بيشوب، فإن السنوات الأخيرة لسيباستيان قد تنغصت بسبب علاقة عاطفية مع امرأة أخرى -امرأة روسيّة التقى بها في أحد فنادق بلوبيرغ، حيث كان يقضي وقتًا للنقاهة من إصابته بمرض في القلب في يونيو 1929. يذهب «في» إلى بلوبيرغ حيث، وبمساعدة من محقق خاص، يحصل على قائمة بأسماء أربع نساء كنّ يقمن في الفندق بالتزامن مع وجود سيباستيان فيه، ويقتفي أثر كل واحدة منهن ليقابلها. بعد استبعاد هيلين غرينشتاين في برلين، يقوده بحثه إلى باريس وتنحصر القائمة بمرشحتين اثنتين: السيدة دو ريشنوي، والسيدة فون غرون.
يشتبه «في» في البداية بأن السيدة دو ريشنوي هي المرأة الغامضة، بناءً على وصف مقنع لها من زوجها السابق، بال باليتش ريشنوي. تركت السيدة دو ريشنوي زوجها ولا أحد يعلم مكانها، الأمر الذي جعل «في» غير راضٍ. لكن، وبعد مقابلة السيدة نينا لوسيرف صديقة السيدة فون غرون، وسماع قصص حول وجود علاقة غير محببة للسيدة فون غرون مع رجل روسي، يصبح «في» مقتنعًا بأن هيلين فون غرون هي المرأة المعنيّة. تدعو نينا «في» لزيارتها في الريف، حيث تقيم هيلين فون غرون معها. عندما ذهب «في» وفي أثناء انتظاره لهيلين، يذكر لنينا خطابًا للسيدة فون غرون عرّف فيه عن نفسه، الأمر الذي أغضبها. وعن طريق الصدفة، علم «في» أن نينا لوسيرف نفسها، وليس هيلين، هي المرأة في علاقة سيباستيان الرومنسية الأخيرة. في الواقع، كانت نينا هي السيدة دو ريشنوي التي اشتبه بها «في» في البداية ولم يلتق بها.